# التوسعات المبكرة لأشباه البشر خارج إفريقيا
حدثت عدة توسعات انتشر من خلالها الإنسان البدائي (الهومو) من أفريقيا وعبر أنحاء أوراسيا خلال العصر الحجري القديم السفلي، وحتى بداية العصر الحجري القديم الأوسط، تقريبًا قبل 2.1 و0.2 مليون سنة (م.س). تعرف هذه التوسعات باسم «الخروج الأول من إفريقيا» ويقابلها توسع الإنسان العاقل (البشر المعاصرون تشريحيًا) في أوراسيا، والذي ربما بدأ قبل أكثر من 0.2 م.س بقليل (ويُعرف في هذا السياق باسم «الخروج الثاني من إفريقيا»).
يعود أبكر وجود لجنس الإنساني (أو أي من أشباه البشر) خارج إفريقيا إلى قبل نحو 2 مليون سنة. تزعم دراسة أجريت عام 2018 أن البشر وُجدوا في شانغشن، وسط الصين، في زمن أقدم، أي قبل نحو 2.12  م.س، وذلك استنادًا إلى التأريخ الطبقي الأرضي المغناطيسي لأدنى طبقة تحتوي على قطع أثرية حجرية. عثر على أقدم بقايا معروفة لهيكل عظمي بشري خارج إفريقيا في دمانيسي، جورجيا (جمجمة دمانيسي 4)، ويعود تاريخها إلى نحو 1.8 م.س. صنفت هذه البقايا على أنها إنسان جورجيا.
اقترح حدوث موجات توسع لاحقة، أي قبل نحو 1.4 م.س (الصناعات الأشولينية المبكرة)، ترتبط بالإنسان السلف، وأخرى حدثت قبل 0.8 م.س (المجموعات الأشولينية المنتجة للساطور)، ترتبط بإنسان هايدلبيرغ.
حتى أوائل الثمانينيات، ظن أن البشر المبكرين انحصروا في القارة الإفريقية في أوائل العصر البليستوسيني أو العصر الحديث الأقرب، وحتى قبل 0.8 م.س. ويبدو أن هجرات أشباه البشر خارج شرق إفريقيا كانت نادرة في أوائل العصر البليستوسيني، ما ترك سجل أحداث شحيح.

## الانتشارات المبكرة
اقترح انتشار أشباه البشر ما قبل جنس الهومو خارج إفريقيا بسبب وجود قرد اليونان وأورانوربيثيكس، في اليونان والأناضول، التي يرجع زمنها إلى قبل نحو 8 ملايين سنة، لكنها على الأرجح تحت إنسانيات وليست أشباه بشر. وربما ترتبط بآثار أقدام تراكيلوس التي وجدت في كريت، والتي يعود زمنها إلى قبل نحو 6 ملايين سنة.
ظهر القرد الجنوبي قبل نحو 5.6 مليون سنة، في شرق إفريقيا (مثلث العفر). وظهر القرد الجنوبي العفاري في نفس المنطقة، قبل نحو 4 ملايين سنة. عُثر على أقدم الأدوات المُشذبة المعروفة في لوميكوي في كينيا، ويعود تاريخها إلى قبل 3.3 م.س، أي في أواخر العصر البليوسيني. صنعها ربما القرد الجنوبي غارهي أو إنسان إثيوبيا، وكلاهما من أشباه البشر الذين عاصروا تلك الأدوات. يُفترض أن جنس الهومو ظهر قبل نحو 2.8 مليون سنة، إذ وجد الإنسان الماهر في بحيرة توركانا في كينيا. يثير الوصل الخطي بين جنس «الإنسان»، الهومو، والقرد اليوناني الجدل إلى حد ما، لذا وُضعت قبيلة أشباه البشر (البشراناويات) لتشمل الطرفين. تشمل البشراناويات الشمبانزي والأنواع ما قبل الإنسان التي وجدت قبل 10 م.س (أي أنها فصلت البشراويات «تحت الإنسانيات» إلى البشراناويات «أشباه البشر» والغوريلات).
يعود أقدم وجود معروف لأشباه البشر خارج إفريقيا إلى قبل نحو 2 مليون سنة. تزعم دراسة أجريت عام 2018  أنها عثرت على أدلة على وجود الإنسان في شانغشن في وسط الصين، في وقت أبكر من ذلك، أي قبل نحو 2.12 ، وذلك استنادًا إلى التأريخ المغناطيسي لأدنى طبقة تحتوي على قطع أثرية حجرية.
اقتُرح أن إنسان فلوريس انحدر من مثل هذا الانتشار المبكر. وليس واضحًا ما إذا كان ينبغي اعتبار أشباه البشر المبكرة التي غادرت إفريقيا من نوع الإنسان الماهر (هومو هابيليس)، أو أنها شكل مبكر من جنس  الإنسان أو شكل متأخر من القردة الجنوبية ذات الصلة الوثيقة بالإنسان الماهر أو أنها شكل مبكر جدًا من الإنسان المنتصب. وبأية حال، وجد أن مظهر (مورفولوجيا) إنسان فلوريس يشابه القرد الجنوبي سيديبا والإنسان الماهر وإنسان جورجيا، ما يزيد من احتمال أن سلف إنسان فلوريس غادر إفريقيا قبل ظهور الإنسان المنتصب. يشير تحليل سُلالي نُشر في عام 2017 إلى أن إنسان فلوريس ينحدر من نوع (يفترض أنه من القردة الجنوبية) شكل سلفًا  للإنسان الماهر، ما يجعله «نوعًا أخًا» للإنسان الماهر أو إلى الفرع الحيوي (المجوعة وحيدة الأصل) الذي يضم العاقل والعامل والماهر والمنتصب، وخطه أقدم من الإنسان المنتصب نفسه. ويفترض تبعًا لهذا التصنيف أن إنسان فلوريس يمثل هجرة غير مفهومة حتى الآن ومبكرة جدًا من إفريقيا، يعود تاريخها إلى قبل أكثر من 2.1 م.س. وتظهر نتيجة مشابهة عند الاستناد إلى تأريخ أقدم القطع الأثرية في شانغشن قبل نحو 2.1 م.س.

## الإنسان المنتصب
ظهر الإنسان المنتصب قبل مليوني سنة بقليل. عاش الإنسان المنتصب المبكر وجهًا لوجه مع الإنسان الماهر في شرق إفريقيا طوال نصف مليون سنة تقريبًا. ظهرت أحافير الإنسان المنتصب الأقدم في وقت معاصر تقريبًا، قبل أكثر من 2 م.س بقليل، بشكل متزامن في إفريقيا وفي القوقاز. أقدم موقع في أوراسيا مؤرخ على نحو موثوق ظهرت فيه أحافير الإنسان المنتصب هو دمانيسي في جورجيا، قبل نحو 1.8 م.س. جسدت جمجمة وجدت في دمانيسي دليلًا على رعاية المعمرين. تظهر الجمجمة أحد أفراد الإنسان المنتصب الذي مات طاعنًا في السن بعد أن فقد كل أسنانه عدا واحدًا قبل الموت، ولا يرجح أنه عاش طويلًا بلا رعاية. لكن هذا الدليل غير كافٍ لإثبات سلوك الرعاية ـإذ عاش شمبانزي مصاب بالشلل الجزئي في محمية غومبي سنوات دون مساعدة. أبكر دليل معروف عن الإنسان المنتصب الإفريقي. الذي يطلق عليه اسم  الإنسان العامل، هو عظم قعلي مفرد (كي إن إم-إي آر 2598)، ويوصف بأنه «شبيه الإنسان المنتصب»، ويعود تاريخه إلى قبل 1.9 م.س (يعاصر إنسان بحيرة رودولف). ويتبع ذلك فجوة في الأحافير، والأحفورية المتوفرة التالية (كي إن إم-إي آر 3733)، هي جمجمة يرجع تاريخها إلى قبل نحو 1.6 م.س. مواقع فترة بليستوسين المبكرة الموجودة في شمال إفريقيا، والتي تشكل الوسيط الجغرافي بين شرق إفريقيا وجورجيا، ذات محتوى طبقاتي غير زاخر. تقع الطبقة المؤرخة الأبكر في عين الحنش في شمال الجزائر (تقريبًا 1.8– 1.2 م.س)، وهي طبقة أولدوان. وتظهر هذه المواقع أن الإنسان المنتصب عبر مساحات في شمال إفريقيا في وقت مبكر، وهي مساحات عادة ما تكون حارة وجافة.:2 يفصل قليل من الوقت بين وصول الإنسان المنتصب إلى جنوب القوقاز قبل نحو 1.8 م.س، ووصوله المحتمل إلى شرق وجنوب شرق آسيا. تشير أدلة إلى أن الإنسان المنتصب في يوانمو في الصين، يرجع زمنه إلى قبل نحو 1.7 م.س، وفي سانجيران، في جاوة، إندونيسيا، إلى قبل نحو 1.66 م.س.